# May Boley
Pour les articles homonymes, voir Boley.
May (Blossom) Boley, née le 29 mai 1881 à Washington (district de Columbia) et morte le 7 janvier 1963 à Los Angeles (quartier de Hollywood, Californie), est une actrice américaine.

## Biographie

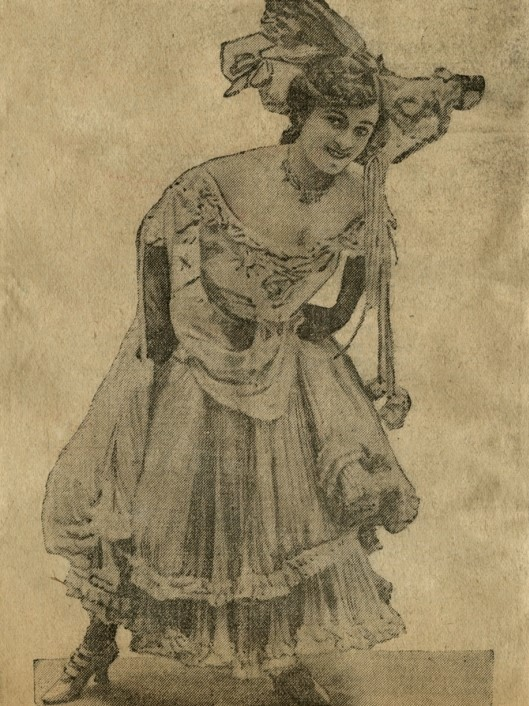
Dans The Hurdy-Gurdy Girl (comédie musicale, 1907)

Très active au théâtre, May Boley joue notamment à Broadway (New York), où elle débute en 1898 dans l'opérette The Fortune Teller (en) de Victor Herbert et joue régulièrement (principalement dans des comédies musicales) jusqu'en 1926. Puis elle se produit une dernière fois à Broadway en 1935-1936, dans la comédie musicale Jubilee (en) de Cole Porter et Moss Hart, avec Mary Boland et Melville Cooper dans les rôles principaux.
Au cinéma, elle apparaît dans trente-quatre films américains entre 1928 et 1941 (La Folle Alouette de Mark Sandrich, avec Claudette Colbert et Ray Milland). Entretemps, mentionnons Jim le harponneur de Lloyd Bacon (1930, avec John Barrymore et Joan Bennett), le western L'Attaque de la caravane d'Otto Brower et David Burton (1931, avec Gary Cooper et Lily Damita), Le Mouchard de John Ford (1935, avec Victor McLaglen et Heather Angel), ou encore Cette nuit est notre nuit d'Anatole Litvak (1937, avec Claudette Colbert et Charles Boyer).
Définitivement retirée après La Folle Alouette précitée, May Boley meurt à Hollywood en 1963, à 81 ans.

## Théâtre à Broadway (intégrale)

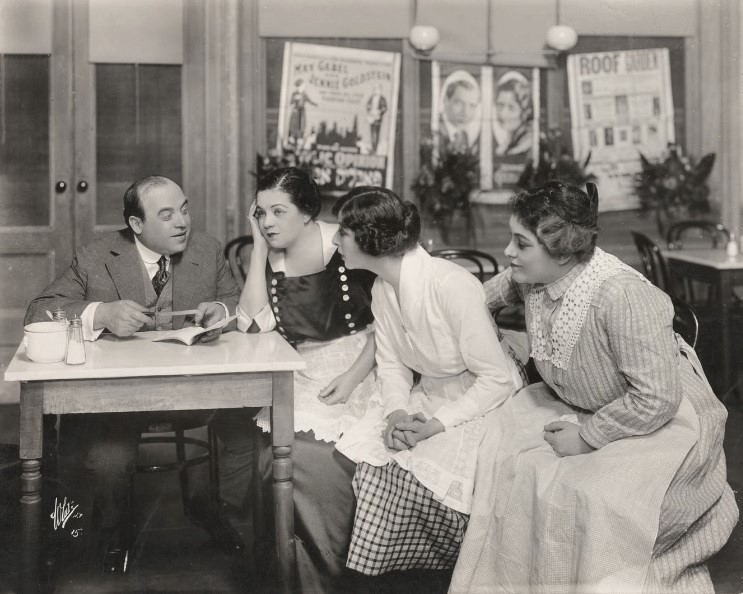
George Sidney, May Boley, Fanny Brice et Vera Gordon (de g. à d.), dans la pièce Why Worry? (1918)

(comédies musicales, sauf mention contraire)
- 1898 : The Fortune Teller (en), opérette, musique de Victor Herbert, lyrics et livret de Harry B. Smith : Etelka
- 1899-1900 : The Singing Girl, opérette, musique de Victor Herbert, lyrics de Harry B. Smith, livret de Stanislaus Stange : Freda
- 1902 : The Chaperons, musique d'Isidore Witmark, lyrics de Frederic Ranken et Isidore Witmark, livret de Frederic Ranken : Hortense
- 1904 : The Maid and the Mummy, musique de Robert Hood Bowers, lyrics, livret et mise en scène de Richard Carle : Trixie Evergreen
- 1906-1907 : The Spring Chicken, musique d'Ivan Caryll et Lionel Monckton, lyrics d'Adrian Ross et Percy Greenbank, livret de George Grossmith Jr., d'après le vaudeville Coquin de printemps d'Adolphe Jaime et Georges Duval, production de Richard Carle : membre de la troupe
- 1907 : The Hurdy-Gurdy Girl, musique de H. L. Heartz, lyrics, livret et mise en scène de Richard Carle : Miss Cuticle
- 1910 : The Girl with the Whooping Cough, pièce de Stanislaus Stange
- 1911 : The Balkan Princess, musique de Paul A. Rubens, lyrics de Paul A. Rubens et Arthur Wimperis, livret de Frederick Lonsdale et Frank Curzon : Magda
- 1911 : The Duchess, opérette, musique de Victor Herbert, lyrics et livret de Joseph Herbert et Harry B. Smith : Angélique Boutonnière
- 1913 : The Passing Show of 1913, revue, musique de Jean Schwartz et Al W. Brown, lyrics et livret de Harold Atteridge
- 1914 : The Whirl of the World, revue, musique de Sigmund Romberg, lyrics et livret de Harold Atteridge : Viola
- 1916-1917 : So Long Letty, musique et lyrics d'Earl Carroll, livret d'Oliver Morosco et Elmer Harris : Grace Miller[1]
- 1916-1917 : Les So Long, musique et lyrics d'Earl Carroll, livret d'Oliver Morosco et Elmer Harris
- 1918 : Why Worry?, pièce de Montague Glass et Jules Eckert Goodman, mise en scène de George F. Marion : Stella
- 1919 : Toot Sweet, revue, musique de Richard A. Whiting, lyrics de Raymond B. Egan, livret de Will Morrissey
- 1919 : Roly-Boly Eyes, musique d'Eddy Brown et Louis Gruenberg, lyrics et livret d'Edgar Allan Woolf : Kitty Rice
- 1921 : The Rose Girl, musique d'Anselm Goetzl, lyrics et livret de William Carey Duncan, direction musicale de Max Steiner : Mme Donay
- 1923 : Go-Go, musique de C. Luckyeth Roberts, lyrics d'Alexandre Rogers, livret de Harry L. Cort et George E. Stoddart : Mme Phyllis Full
- 1924 : Vogues of 1924, revue, musique de Herbert Stothart, lyrics et livret de Fred Thompson et Clifford Grey
- 1924 : Princess April, musique d'Alma M. Sanders, lyrics de Monte Carlo, livret de William Carey Duncan et Lewis Allen Browne : Mme Swifte
- 1925-1926 : Oh! Oh! Nurse, musique d'Alma M. Sanders, lyrics de Monte Carlo, livret de George E. Stoddart : Mme Rose d'Bracz
- 1935-1936 : Jubilee (en), musique et lyrics de Cole Porter (orchestrations de Robert Russell Bennett), livret de Moss Hart : Eva Standing

## Filmographie partielle

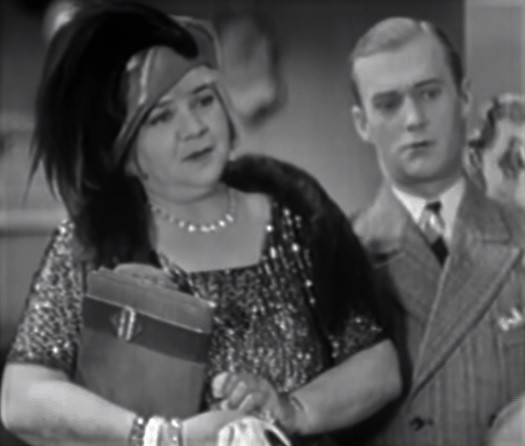
Avec Al St. John, dans La Danse de la vie (1929)

- 1928 : The Wagon Show de Harry Joe Brown : la femme corpulente
- 1929 : La Danseuse de corde (Dangerous Curves), réalisé par Lothar Mendes : Ma Spinelli
- 1929 : La Danse de la vie (The Dance of Life) de John Cromwell et A. Edward Sutherland : Gussie
- 1930 : Lilies of the Field d'Alexandre Korda : Maizie
- 1930 : Moby Dick (Moby Dick) de Lloyd Bacon : Rosie
- 1930 : Going Wild de William A. Seiter : May Bunch
- 1931 : L'Attaque de la caravane ou La Grande Caravane (Fighting Caravans) d'Otto Brower et David Burton : Jane
- 1933 : Le Baiser devant le miroir  (The Kiss Before the Mirror) de James Whale : la perturbatrice au tribunal
- 1933 : Conseils aux cœurs brisés (en) (Advice to the Lovelorn) d'Alfred L. Werker : Miss Lonelyhearts
- 1934 : Le Grand Barnum (The Mighty Barnum) de Walter Lang : la femme à barbe
- 1935 : Le Mouchard (The Informer) de John Ford : Mme Betty
- 1937 : Ready, Willing and Able de Ray Enright : Mme Beadle
- 1937 : Cette nuit est notre nuit (Tovarich) d'Anatole Litvak : Louise
- 1938 : Joyeux Compères (Cowboy from Brooklyn) de Lloyd Bacon : Mme Krinkenheim
- 1939 : Femmes (The Women) de George Cukor : la femme au masque de boue
- 1939 : Le Parfum de la dame traquée (en) (Persons in Hiding) de Louis King : Mme Thompson
- 1940 : Henry Goes Arizona d'Edwin L. Marin : la logeuse de Henry
- 1940 : Kitty Foyle (Kitty Foyle: The Natural History of a Woman) de Sam Wood : la cliente évanouie
- 1941 : La Folle Alouette (Skylark) de Mark Sandrich : la femme corpulente dans le métro

### Note et référence
1. ↑  Rôle repris par Colleen Moore dans l'adaptation au cinéma de 1920 et par Patsy Ruth Miller dans l'adaptation au cinéma de 1929, les deux sous le même titre.